# Château de Châteauvieux (Châteauvieux-les-Fossés)
Le château de Châteauvieux est un château fort situé sur la commune de Châteauvieux-les-Fossés, dans le département du Doubs et la région Bourgogne-Franche-Comté.

## Situation
Le château et le village sont regroupés sur un replat fortifié situé à mi-pente d'une avancée du plateau qui domine trois vallées : celles du ruisseau de Raffenot, du ruisseau de Vergetolle et de la Loue. Au Moyen Âge, il faisait face à Châteauneuf et contrôlait la route du sel.

## Histoire
Un premier château fort aurait été élevé au IXe siècle par les sires de Montgesoye. Laissé à l'état de ruines par les troupes de Louis XI, les terres furent rachetées par Ferdinand de Rye en 1620. Il rétablit le château et augmente les fortifications. En 1807, une grande partie des bâtiments furent détruits. Il subsiste néanmoins quelques façades du milieu du XVIIe siècle. Au cours de la seconde moitié du XIXe siècle, le château est restauré par la famille Boiteux.

## Description
Reconstruit, il est aujourd'hui propriété privée et ne peut être visité. Sur le fronton d'une façade intérieure, une fresque sculptée représente tous les métiers.

## Galerie

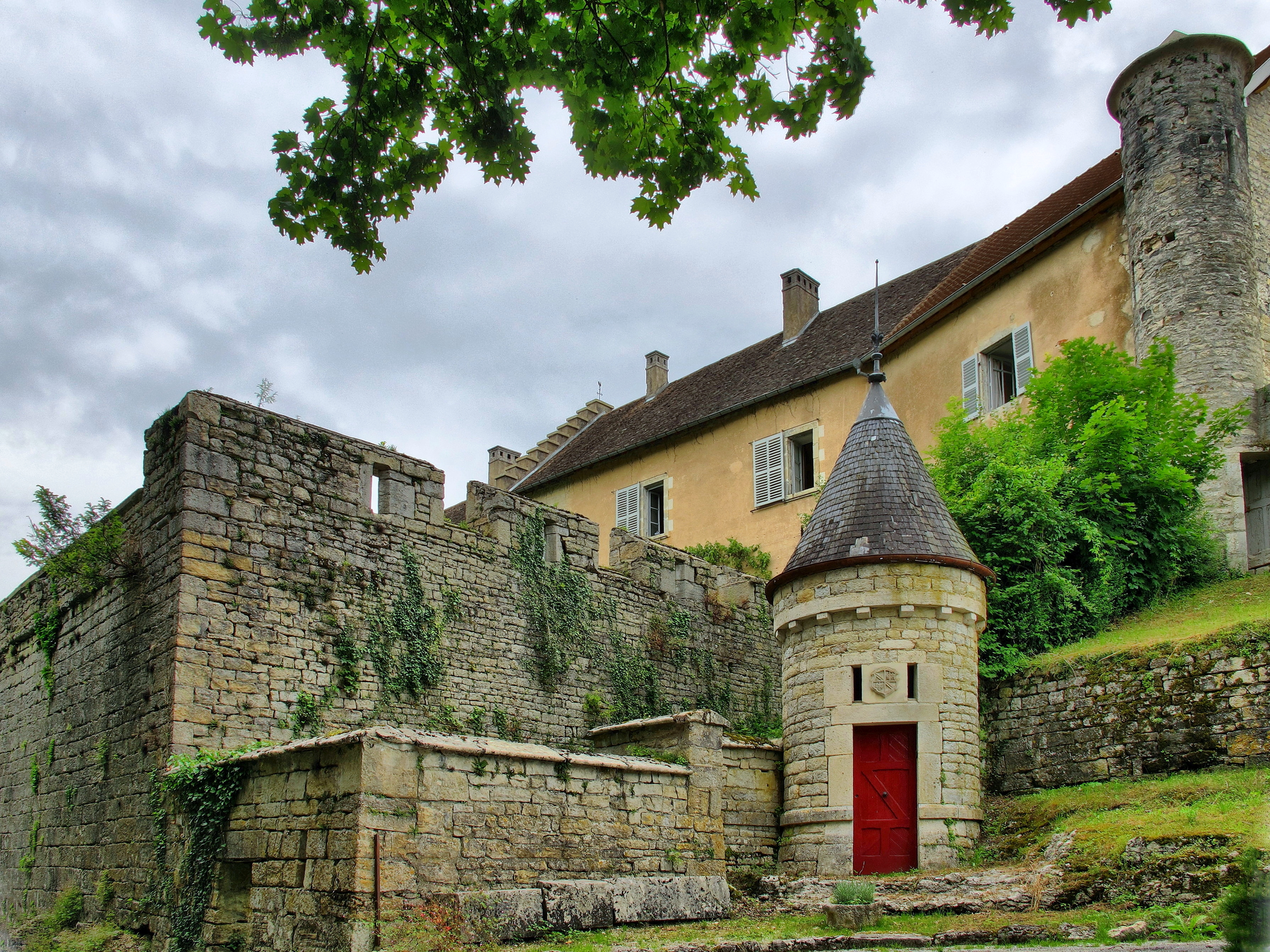
La tour d’entrée.
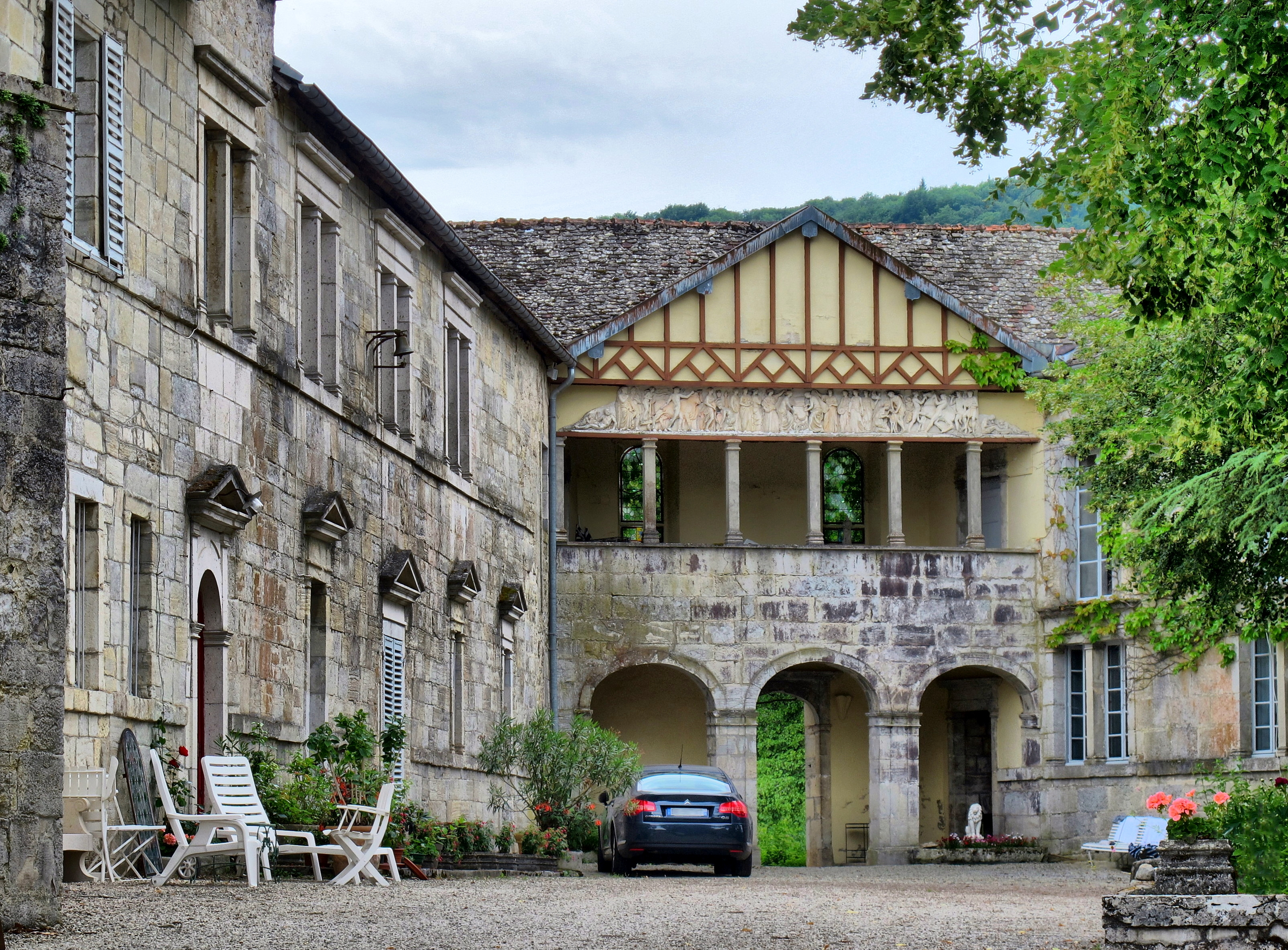
La cour intérieure du château.
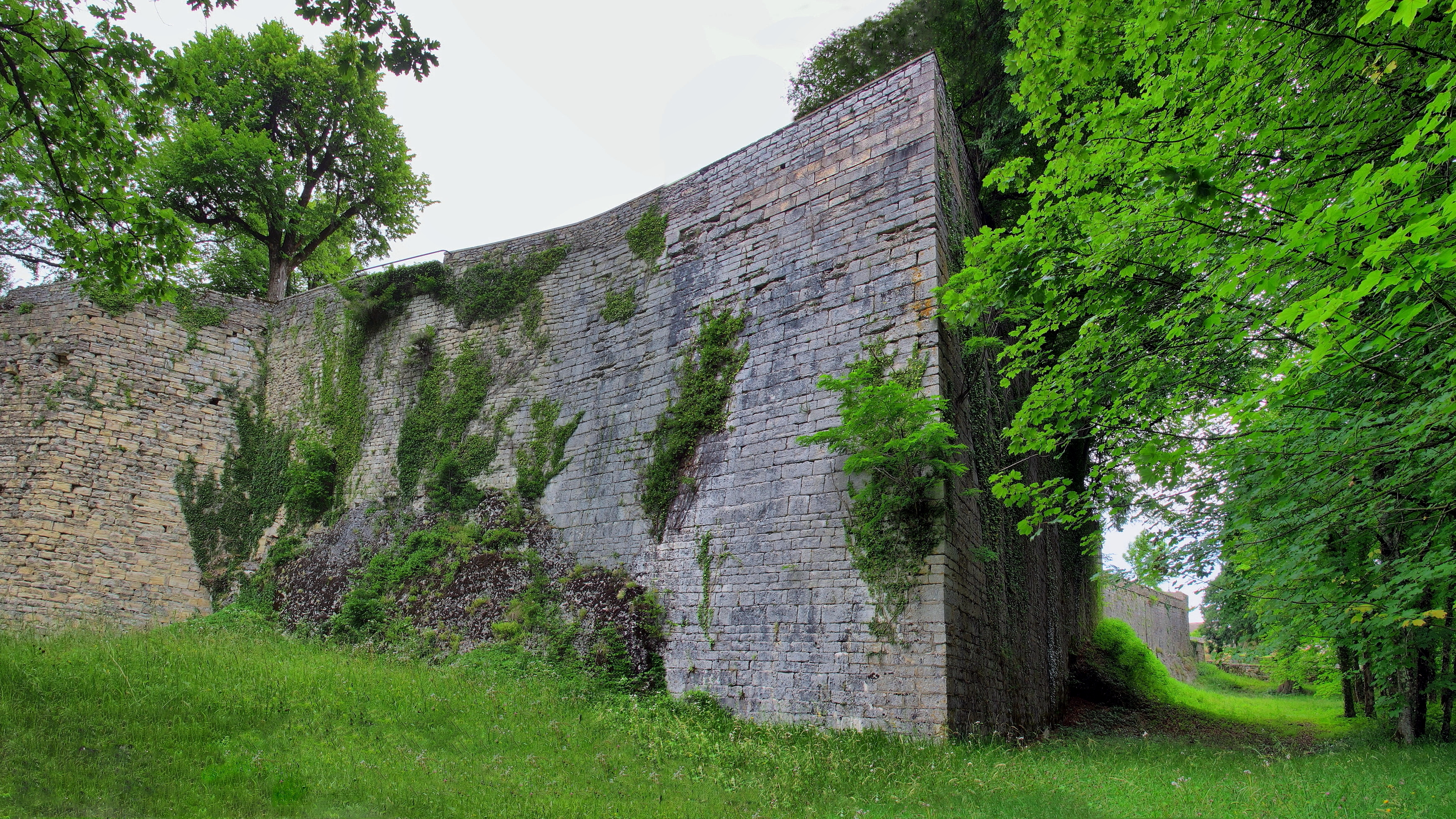
Le mur d'enceinte.